# Сен-Фру
Сен-Фру (фр. Saint-Froult) — коммуна во Франции, находится в регионе Пуату — Шаранта. Департамент коммуны — Шаранта Приморская. Входит в состав кантона Сент-Аньян. Округ коммуны — Рошфор.
Код INSEE коммуны — 17329.

## Население
Население коммуны на 2010 год составляло 361 человек.
| 1962 | 1968 | 1975 | 1982 | 1990 | 1999 | 2010 |
| ---- | ---- | ---- | ---- | ---- | ---- | ---- |
| 212  | 180  | 182  | 227  | 245  | 235  | 361  |